# 注子

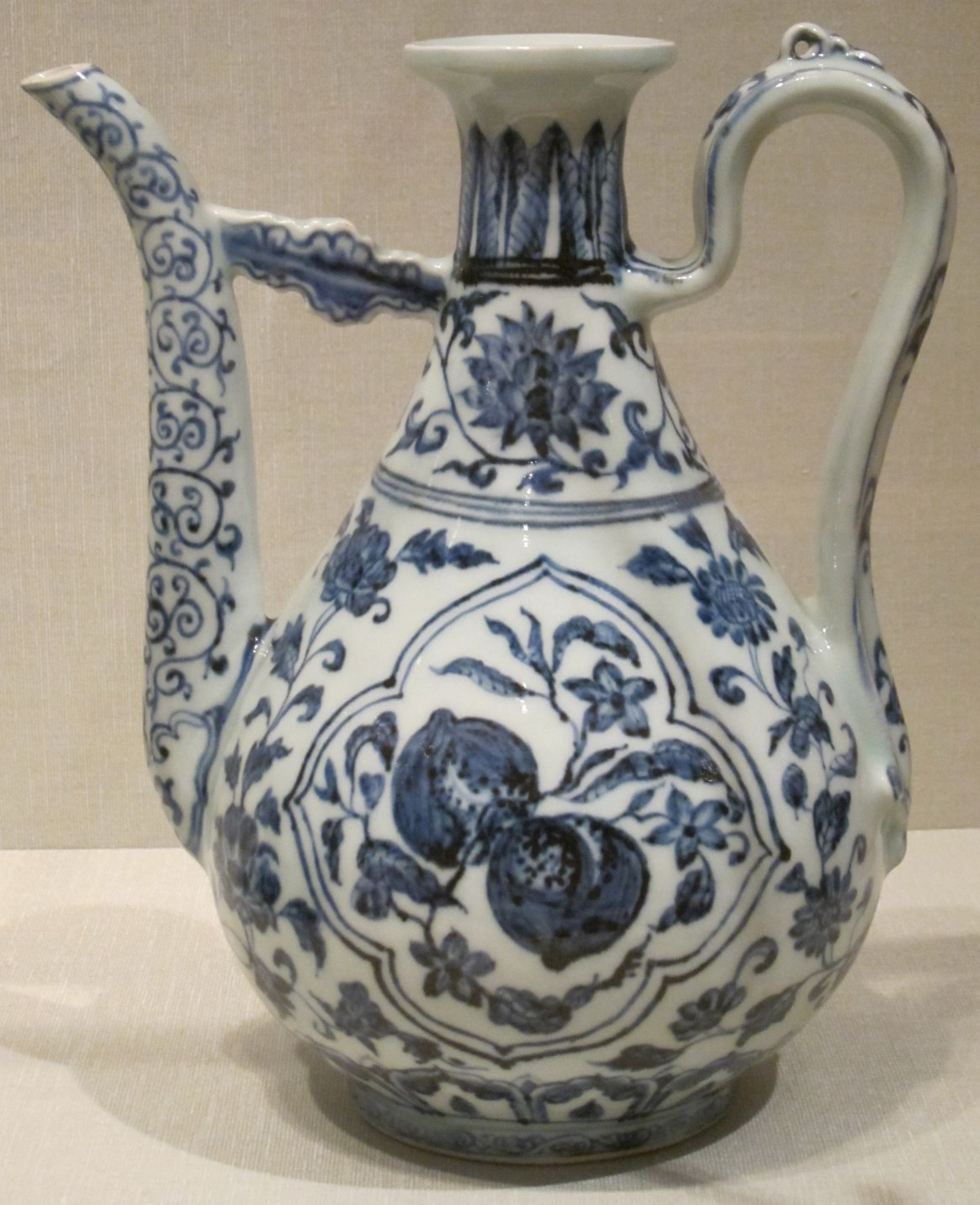
明代青花执壶，檀香山艺术博物馆藏

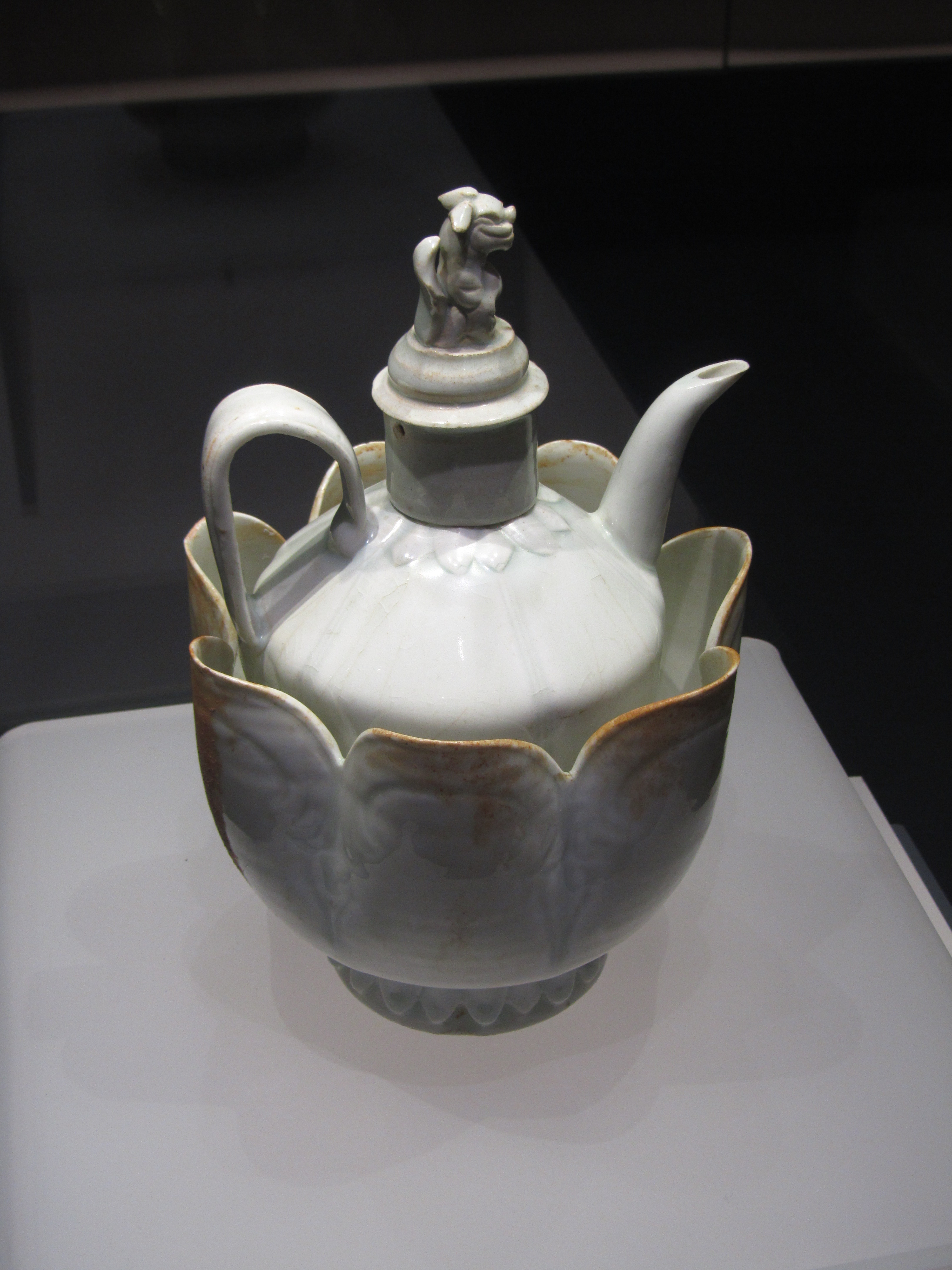
北宋景德镇湖田窑影青釉注子注碗，1964年安徽省宿松县北宋元祐二年（1087）墓出土，安徽博物院藏，注子通高20.2厘米，碗高13.9厘米，国家一级文物，代表了宋代影青瓷烧造的最高水平。

注子，一名酒注子，特指中国傳統之执壶中用于盛酒和温酒用途者，亦傳至朝鮮半島、越南、琉球等地，可置于多有配套的注碗中以温酒。朝鮮又稱為瓶型酒煎子（韓語：甁形酒煎子）。
注子始于晚唐，盛行于五代至宋元时，多为瓷质或金属质（金、铜），形状与䓨（古代盛灯油的长颈油壶）相似，大腹，上有盖，旁有嘴和柄，一侧按流，另一侧附柄，去柄安系者称为偏提。唐代中期多为鼓腹、盘口短颈、短流，其身丰满圆浑，流呈六角形、八角形或圆形，流与柄在五代时逐渐加长，宋代器身趋向瘦长，多呈瓜棱形，流口与柄等高。
中國烧制注子的著名窑址有唐代越窑青瓷、邢窑白瓷、长沙窑釉贴花、釉下彩绘及郏县窑黑釉蓝斑，宋代景德镇窑等。成套的注子、注碗在宋墓中多有出土，因配套使用，两器多在一窑内烧成，形体通常谐调一致，注碗的造型，如大小及装饰花纹均依注子的尺寸和形式而定。

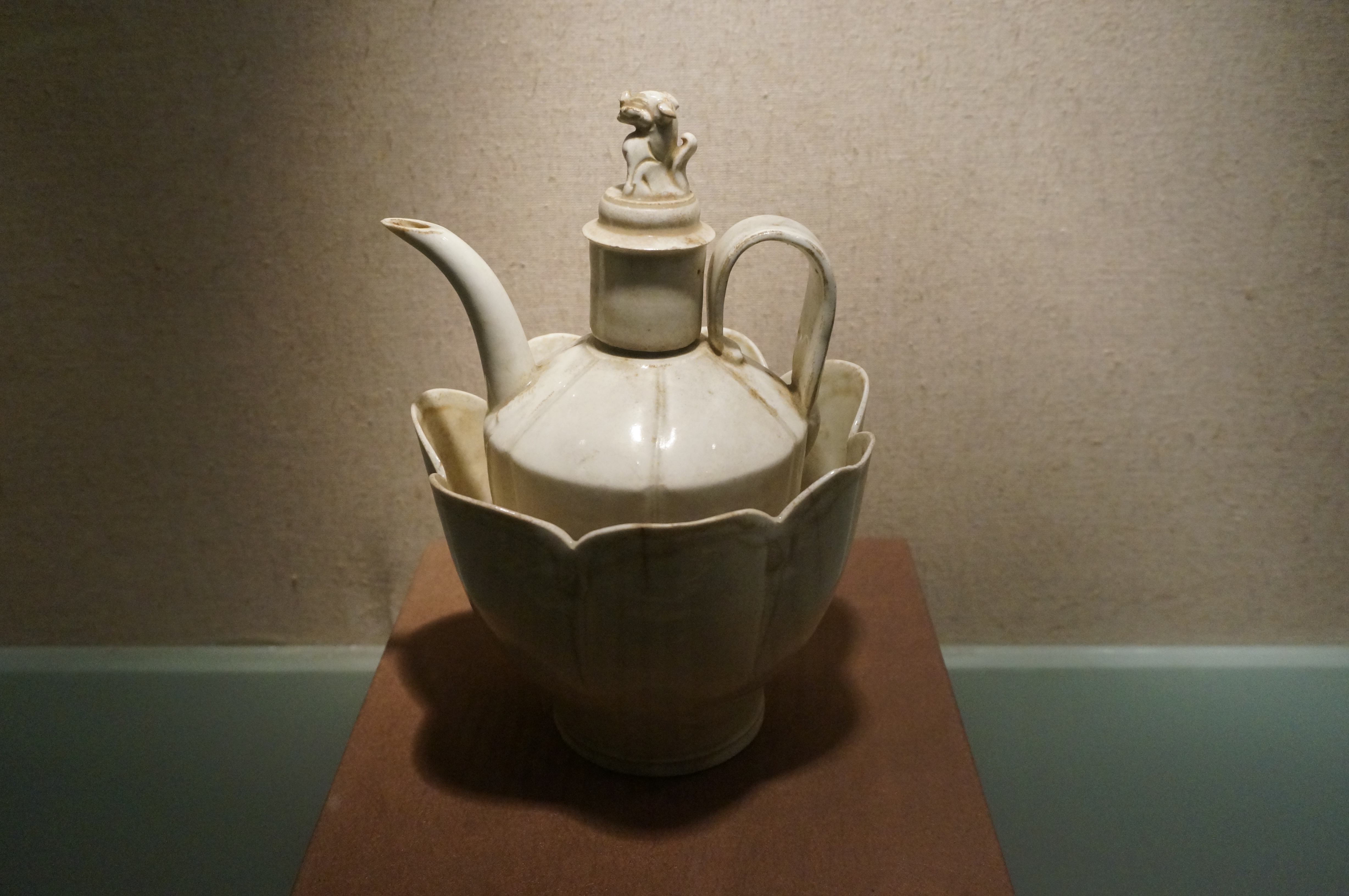
北宋湖田窑注子和注碗，1974年4月海宁市硖石镇东山西麓宋墓出土，海宁博物馆藏。北宋早期的注子盖上多饰以狮纽，狮体形象生动
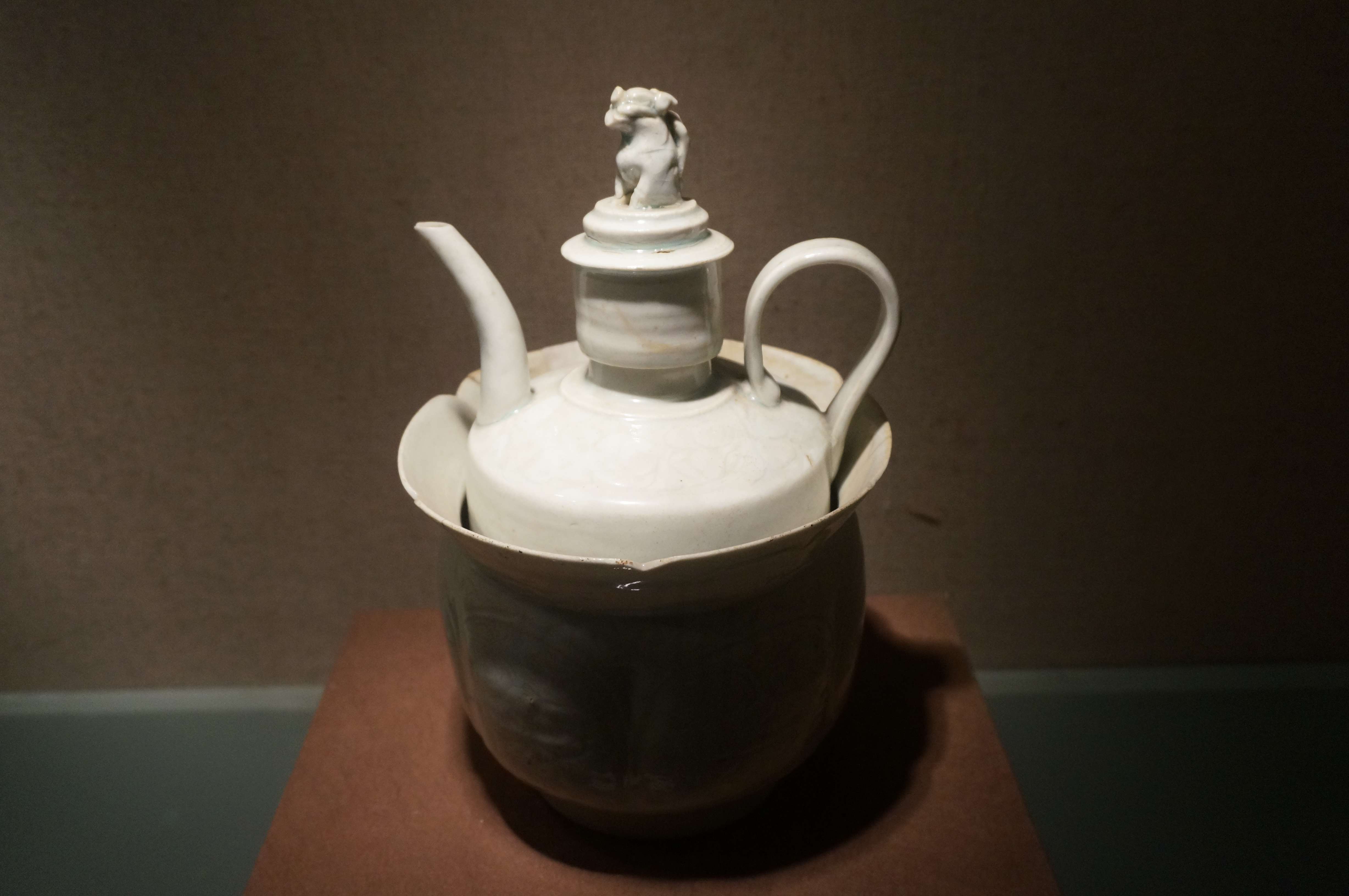
北宋湖田窑注子和刻花注碗，海宁博物馆藏
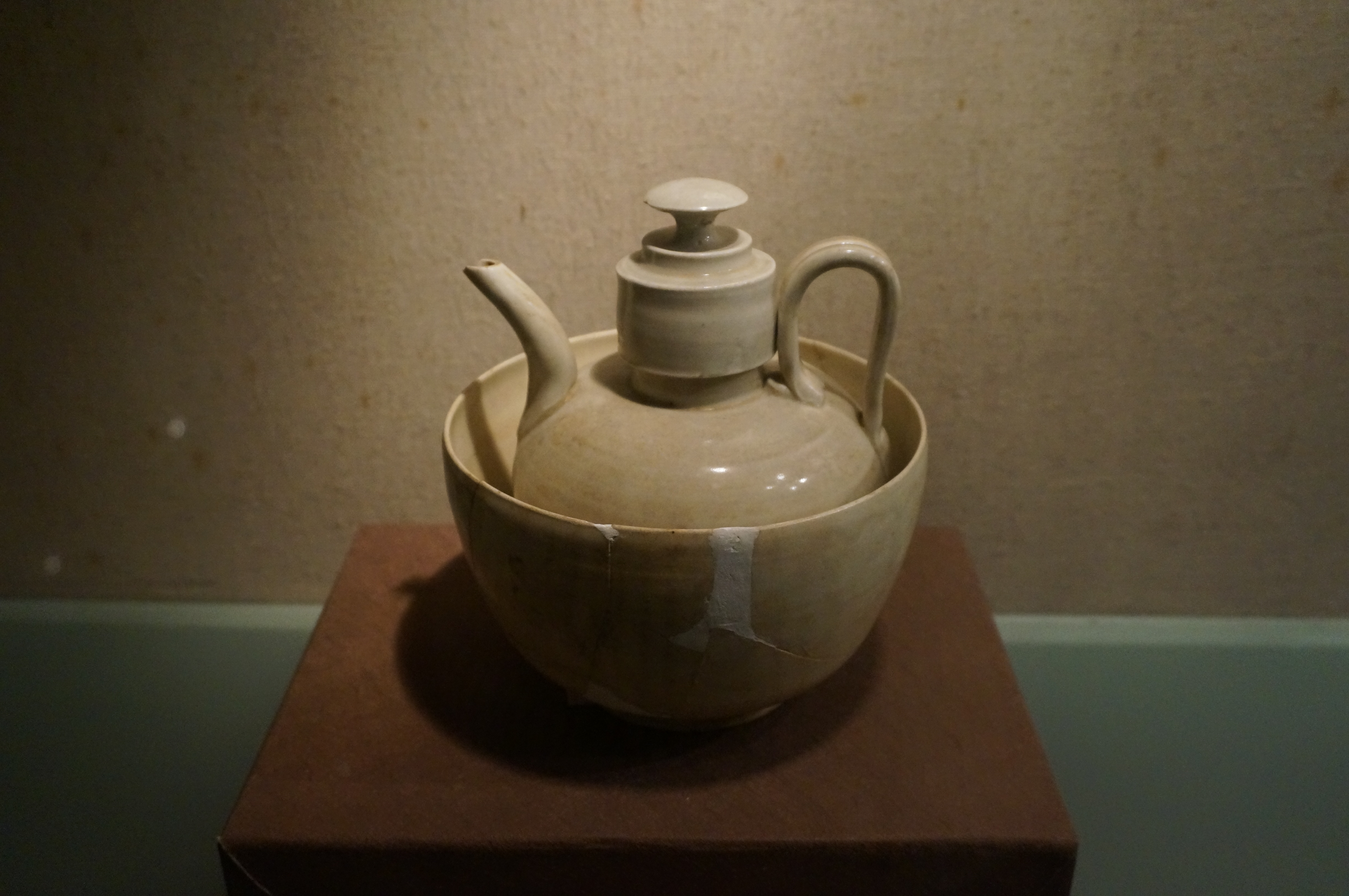
北宋湖田窑注子和注碗，海宁博物馆藏
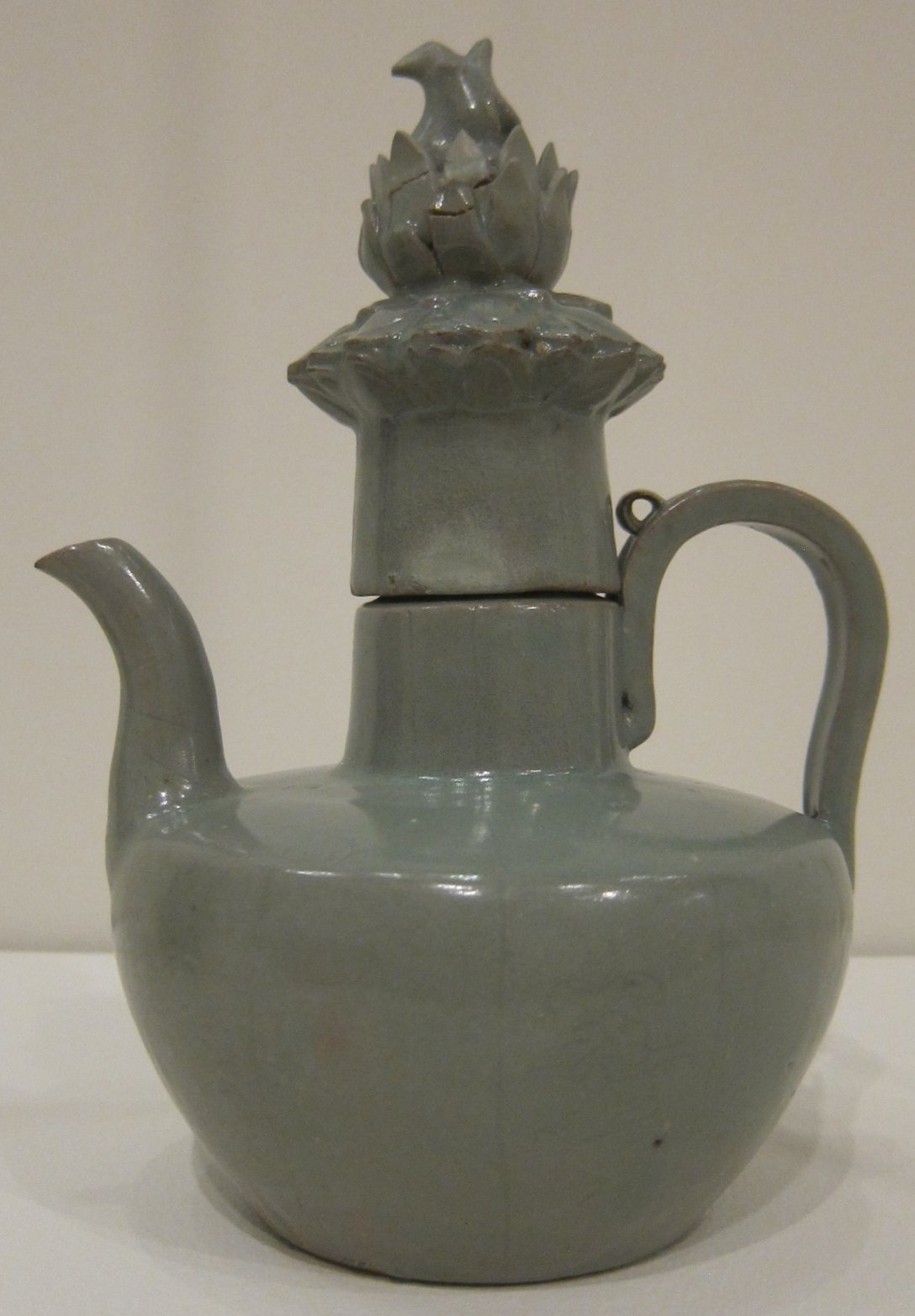
朝鮮高麗時代青瓷鑲嵌牡丹紋瓢形注子（朝鲜语：청자 상감모란문 표주박모양 주전자），檀香山艺术博物馆藏
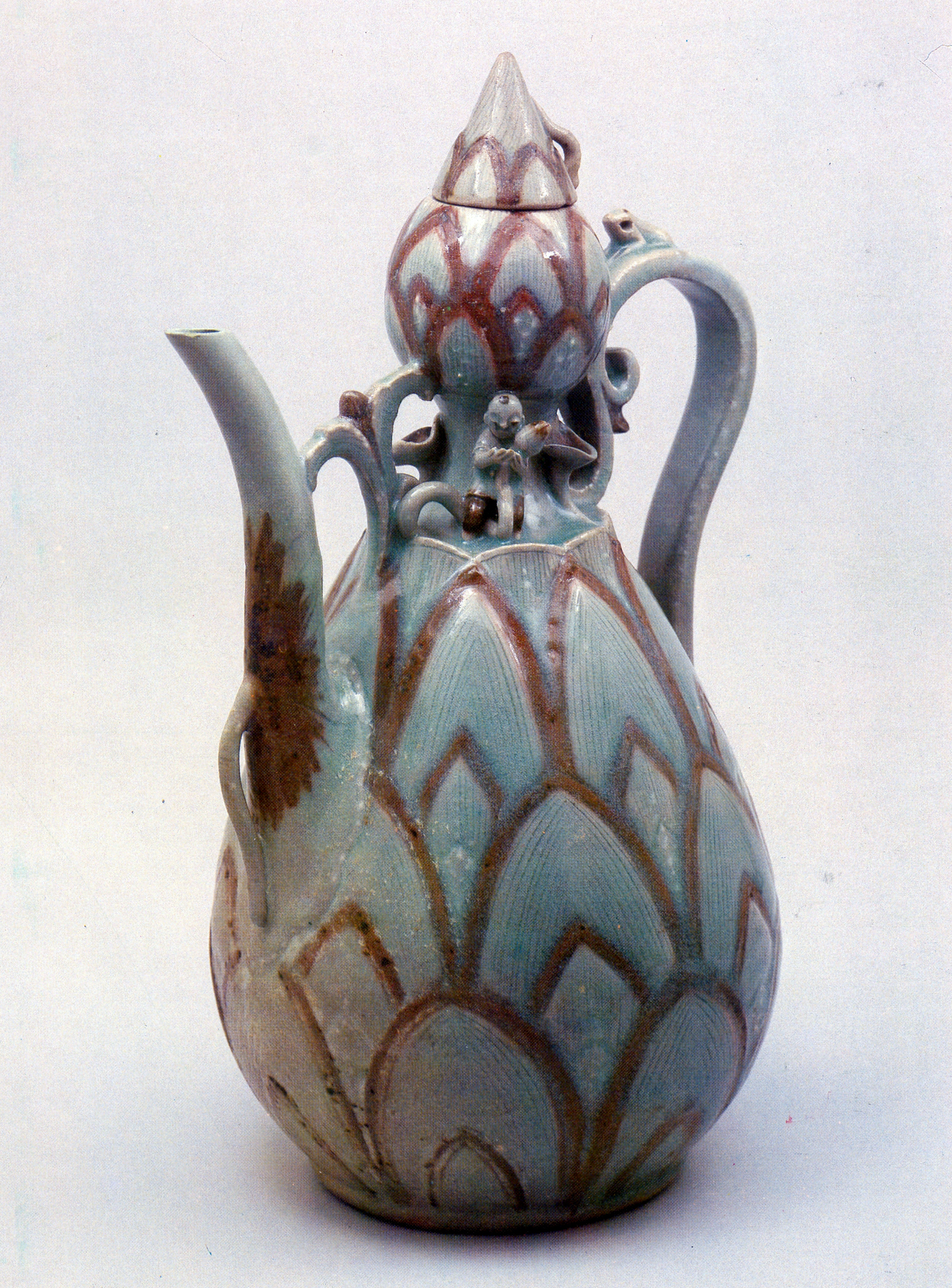
朝鮮高麗時代青瓷銅畫蓮花紋瓢形注子（朝鲜语：청자 동화연화문 표주박모양 주전자），韓國首爾三星美術館 Leeum藏
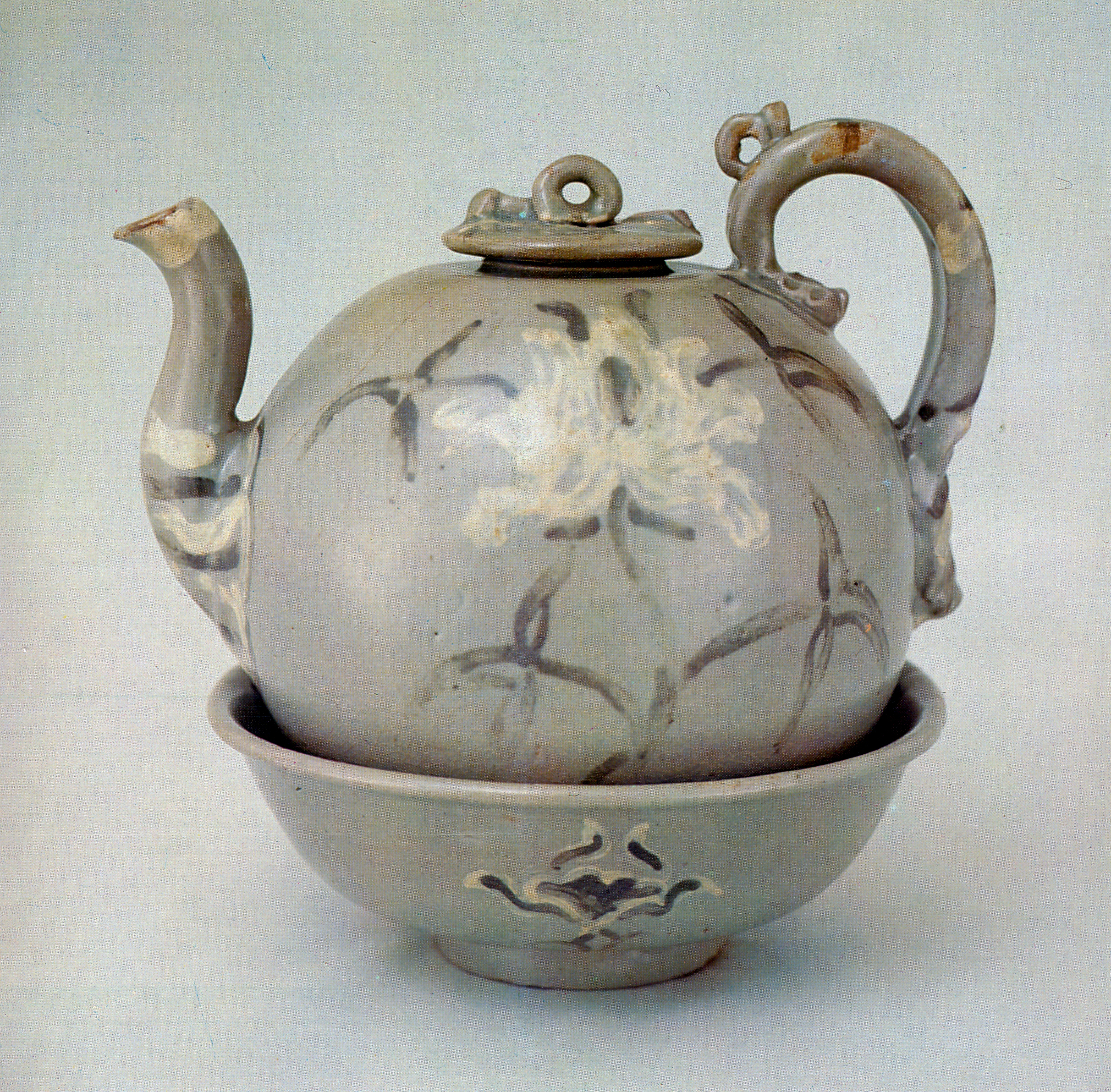
朝鮮高麗時代青瓷堆花花紋注子及注碗（朝鲜语：청자 퇴화화문 주전자 및 승반），三星美術館 Leeum藏